# Cosimo Ridolfi
Il marchese Cosimo Pietro Gaetano Gregorio Melchiorre Ridolfi (Firenze, 28 novembre 1794 – Firenze, 5 marzo 1865) è stato un agronomo e politico italiano.

## Biografia

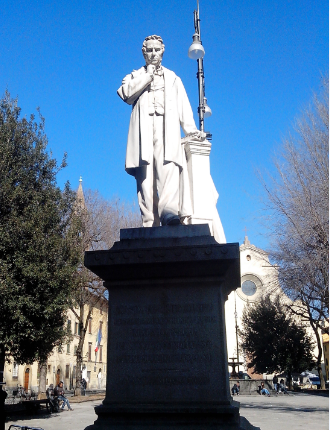
Statua di Cosimo Ridolfi, in piazza Santo Spirito Firenze, Raffaello Romanelli

Nacque da nobile famiglia fiorentina e, tra le tante attività che svolse, sicuramente quella che più lo rese illustre - dapprima sotto il Granducato di Toscana poi nel Regno d'Italia - è quella legata alle ricerche di agronomia, che svolse sul campo, fin dalla gioventù, nella sua fattoria di Meleto nei pressi di Castelfiorentino in Valdelsa, in collaborazione con il suo fattore Agostino Testaferrata, dove creò la prima scuola di agraria in Italia.
Nel Granducato di Toscana durante l'illuminato periodo lorenese, con l'aumentare della popolazione si presentò il problema di risolvere la scarsità di cibo e di alimenti. In questo ambiente il Ridolfi, che ben rappresenta il temperamento filantropico della classe moderata della Toscana di quel periodo, raccolse le esperienze d'avanguardia che nel campo dell'agronomia erano presenti in Europa e le ripropose in Toscana, a beneficio tutti coloro che lavoravano nell'agricoltura, dai latifondisti ai fattori.
Per divulgare le sue ricerche nel 1827 creò il "Giornale Agrario della Toscana" assieme a Giovan Pietro Vieusseux e a Raffaello Lambruschini,  e per aiutare i risparmiatori nel 1828 ispirò la creazione di una Cassa di risparmio che favorisse gli investimenti in agricoltura. Questa banca ha proseguito la sua operatività con il nome di Cassa di Risparmio di Firenze fino al 25 febbraio del 2019, data in cui è stata incorporata dal gruppo Intesa Sanpaolo. Dal 1840 al 1845 tenne la cattedra di agronomia presso l'Università di Pisa e dal 1842 al 1865 fu presidente dell'Accademia dei Georgofili.
Il 7 aprile 1823 sposò Luisa Guicciardini, da cui ebbe tre figli: Luigi, Niccolò e Lorenzo. Il primo fu, come il padre, agronomo nonché senatore del Regno.

## L'attività politica
Nel Granducato di Toscana fu Ministro dell'interno nel 1847 e il 2 giugno 1848 divenne presidente del consiglio dei ministri. Ma, poiché il momento politico era particolarmente gravido di tensioni, si dimise dalla carica il 30 luglio. L'anno successivo fu eletto alla presidenza del consiglio dei deputati. Quando il partito democratico andò al potere fu oggetto di contestazioni e manifestazioni ostili: pertanto si ritirò a Meleto; ma il 10 gennaio 1849 tornò a Firenze per partecipare alla discussione per la costituente. Nel periodo successivo visse lontano dalla vita politica, dedito alle attività legate al miglioramento agricolo. Al momento della caduta della dinastia dei Lorena, nel 1859, fu chiamato a far parte del Governo Provvisorio Toscano come ministro dell'Istruzione, con l'interim degli affari esteri;  dopo l'unione della Toscana al Piemonte, il 23 marzo 1860 fu nominato senatore del Regno.